# 愛沙尼亞國家男子籃球隊
愛沙尼亞國家男子籃球隊是愛沙尼亞的國家男子籃球隊。愛沙尼亞參加過1936年的柏林奧運會，之後還參加了1937年和1939年的歐洲籃球錦標賽。1991年愛沙尼亞自蘇聯獨立之後，愛沙尼亞在1993年參加了歐洲籃球錦標賽，並且獲得了第六名的成績。